# 阿斯塔普斯小丘群
阿斯塔普斯小丘群 (Astapus Colles)是坐落在火星卡西乌斯区的一群山丘，其坐标位于北纬35.5度、西经272.3度处，纵横约580公里，它的名称取自北纬35度、西经269度处的一反照率特征，专用术词"丘"(Colles)是指小的山岳和丘群。